# Rêverie (mélodie)
Ne doit pas être confondu avec Rêverie (pièce pour piano).
Rêverie est une mélodie composée par Claude Debussy en 1880.

## Composition
Rêverie a été composée en 1880 sur un poème de Théodore de Banville, extrait de son recueil Les Cariatides. Le manuscrit possède comme incipit « Le Zéphir à la douce haleine. » ainsi que la notation « Rêverie. Musique de On n'a jamais su. ». Il a été édité pour la première fois aux éditions Jobert sous le titre Sept Poèmes de Banville.